# Mary Creagh
Mary Creagh (Coventry, 2 dicembre 1967) è una politica britannica, membro del partito Laburista.

## Biografia
Di origine irlandese, studiò presso il Pembroke College di Oxford ottenendo un MA (Oxon); nel 1998 le venne conferito il PhD (Londin).
In occasione delle elezioni generali del 2005 venne eletta alla Camera dei comuni per il collegio di Wakefield nel West Yorkshire, dove fu rieletta anche nelle successive elezioni. Non venne rieletta in occasione delle elezioni del 2019, ma conquistò poi il seggio del collegio di Coventry East alle elezioni del 2024.
È membro del FCIL.